# Tommy Caldwell
Tommy Caldwell (sinh ngày 11/8/1978) là một vận động viên leo núi đá người Mỹ. 
Anh đã hoàn thành một số thể loại leo núi, bao gồm leo núi thể thao, leo cứng truyền thống, leo tường lớn tốc độ và lớn leo tường tự do. Anh đã thực hiện một số lần leo đầu tiên một số tuyến thể thao khó khăn nhất của Hoa Kỳ (đến thời điểm năm 2008) bao gồm Kryptonite (5.14c/d) và Flex Luthor (có thể 5.15a) tại Fortress of Solitude, Colorado. Ngày 14 tháng 1/2015, Tommy Caldwell và Kevin Jorgeson trở thành những người đầu tiên leo núi thành công mà không cần thiết bị hỗ trợ khi leo tuyến Dawn Wall (được xem là tuyến bigwall khó nhất thế giới) chinh phục đỉnh El Capitan (900 m) ở vườn quốc gia Yosemite, bang California, Hoa Kỳ
Kevin Jorgeson và Tommy Caldwell đã bắt đầu leo lên El Capitan cao 914m từ ngày 27/12/2014 mà không có dụng cụ hỗ trợ, ngoại trừ dây thừng và đồ bảo hộ để đề phòng rủi ro khi bị ngã.